# Diallus multiguttatus
Diallus multiguttatus är en skalbaggsart som beskrevs av Stefan von Breuning 1947. Diallus multiguttatus ingår i släktet Diallus och familjen långhorningar.
Artens utbredningsområde är Sulawesi. Inga underarter finns listade i Catalogue of Life.